# 대홍단호 사건
대홍단호 사건은 2007년 10월 29일 조선민주주의인민공화국 선박 대홍단호가 소말리아의 해적들에게 공격을 받고 일시적으로 포위된 사건을 의미한다. 다음날, 조선민주주의인민공화국 선원들은 미국 선박의 지원 하에 해적들을 격퇴하는데 성공했다.